# النفط في إيران

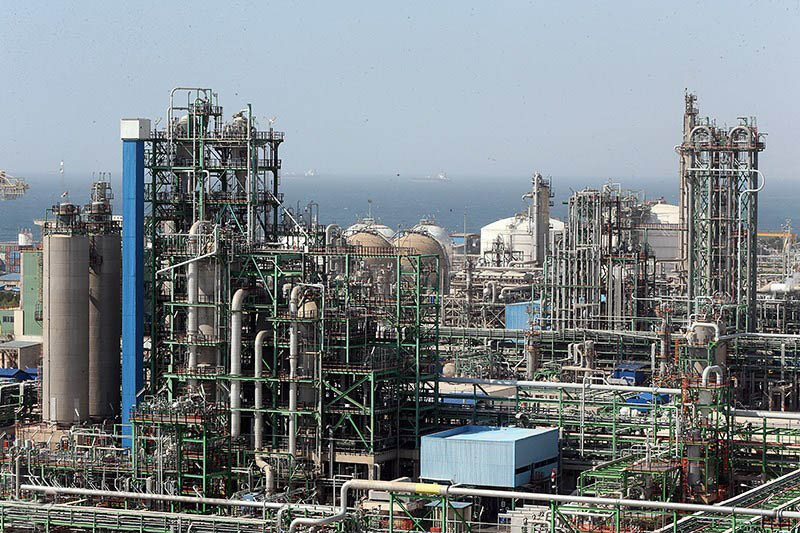
تقوم إيران بتصنيع 60-70٪ من معداتها الصناعية محليا، بما في ذلك التوربينات المختلفة والمضخات والمحفزات والمصافي وناقلات النفط وحفارات الحفر والمنصات البحرية والأبراج والأنابيب وأدوات الاستكشاف.

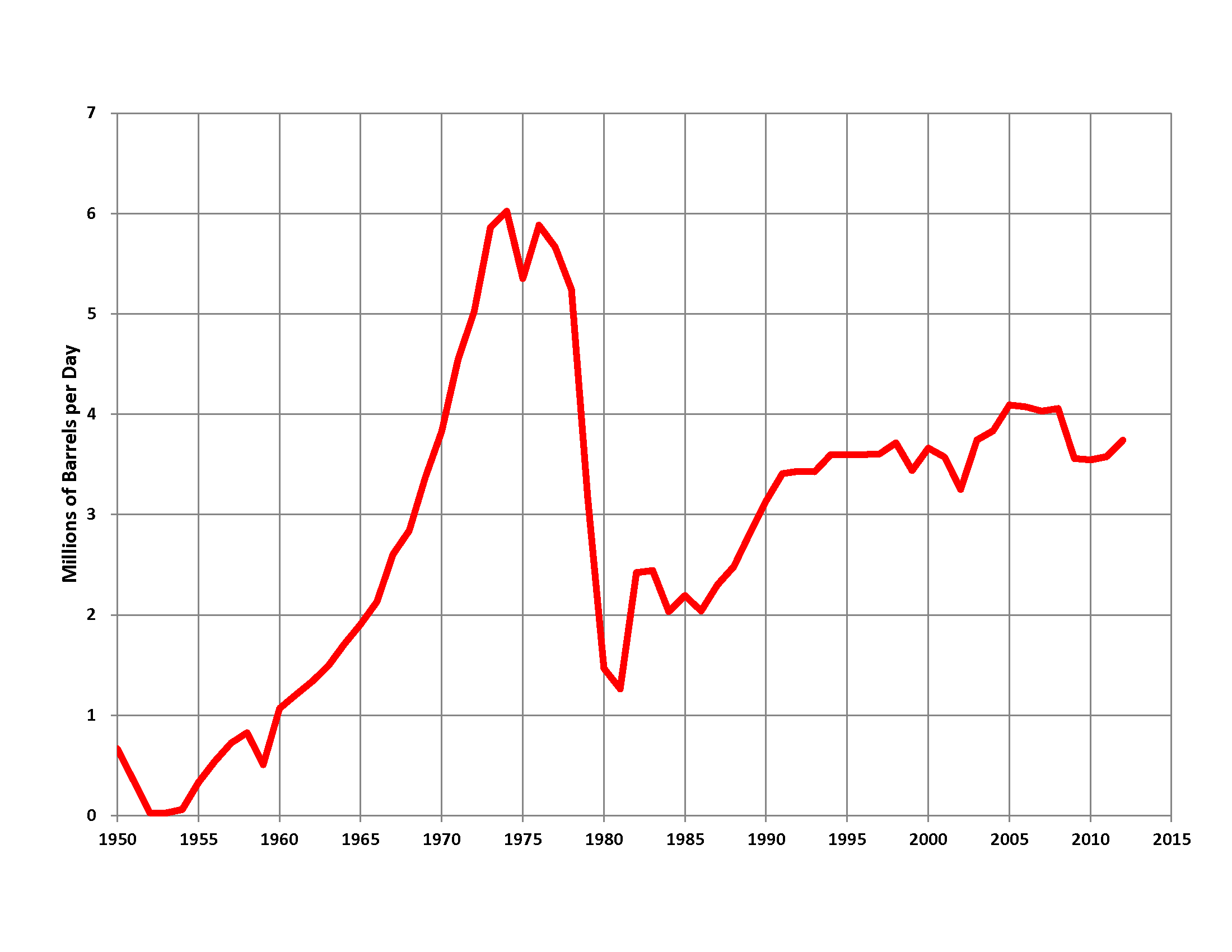
إنتاج النفط في إيران (1950-2012)

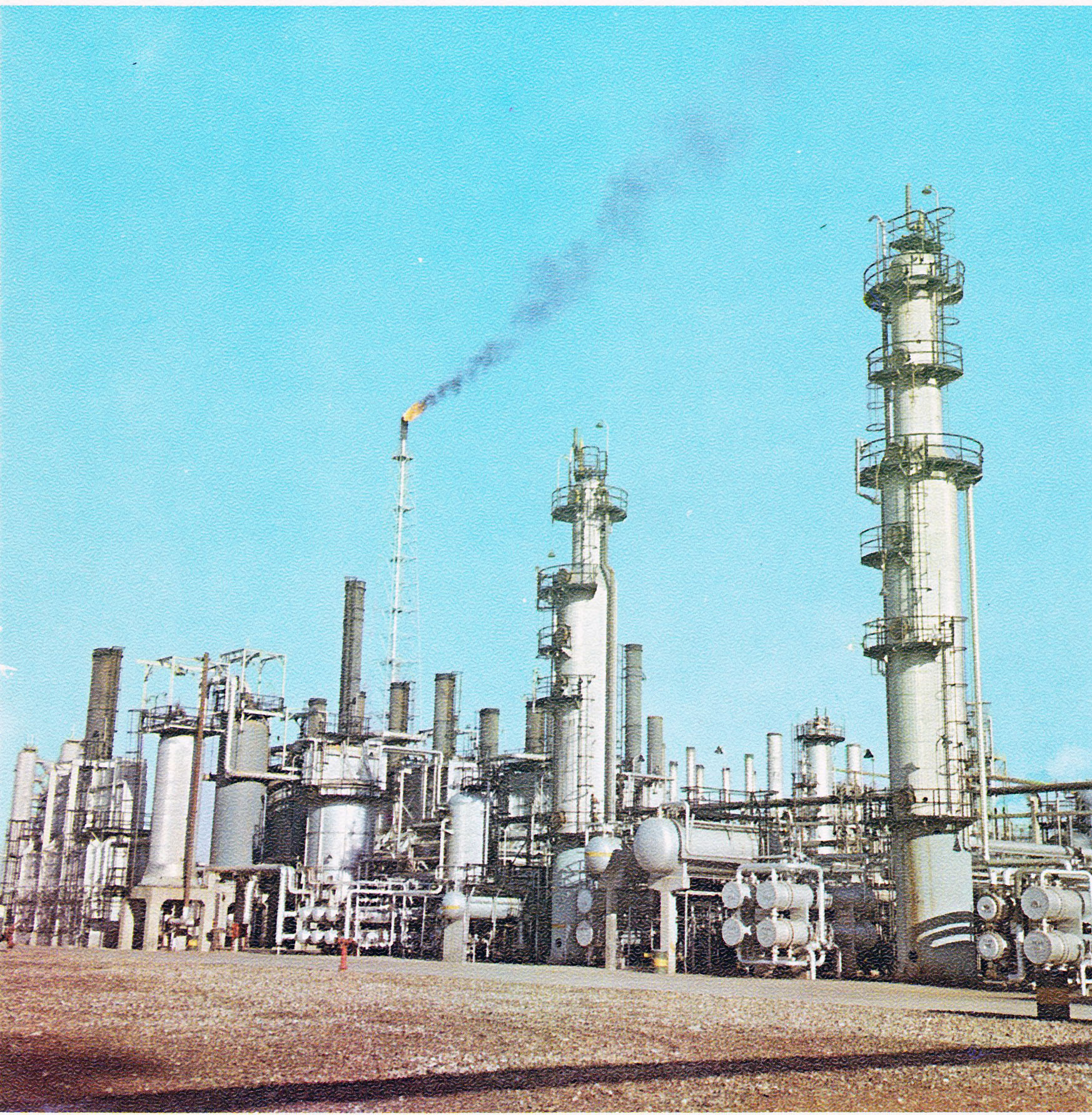
وحدات تكسير حفزي في مصفاة عبادان على شط العرب.

إيران هي واحدة من أكبر الدول من حيث حجم احتياطيات الطاقة، وتلعب الصناعة النفطية في إيران دورا هاما في ذلك وهي أهم قطاع اقتصادي يوفر العملة الأجنبية لاقتصاد إيران، وتوفر إيران حاليا نحو 5% من النفط المستهلك في العالم.
وفي عام 2004، أنتجت إيران 5.1 في المائة من إجمالي النفط الخام في العالم (3.9 مليون برميل (620 ألف متر مكعب في اليوم)، مما أدى إلى إيرادات تتراوح بين 25 و 30 بليون دولار من دولارات الولايات المتحدة، وكان المصدر الرئيسي للبلاد من العملات الأجنبية. وفي عام 2006، بلغت عائدات النفط نحو 18.7 في المائة من الناتج المحلي الإجمالي. ومع ذلك، فإن أهمية قطاع الهيدروكربون في الاقتصاد الإيراني كانت أكبر بكثير. وكانت صناعة النفط والغاز محرك النمو الاقتصادي، مما أثر بشكل مباشر على مشاريع التنمية العامة، والميزانية السنوية للحكومة، ومعظم مصادر النقد الأجنبي.
وفي السنة المالية 2009، شكل القطاع 60 في المائة من إجمالي الإيرادات الحكومية و80 في المائة من إجمالي القيمة السنوية لكل من الصادرات وعائدات العملات الأجنبية. تتأثر إيرادات النفط والغاز بقيمة النفط الخام في السوق الدولية. وتشير التقديرات إلى أنه على مستوى حصة منظمة الدول المصدرة للنفط (أوبك) (ديسمبر 2004)، فإن تغيير دولار واحد في أسعار النفط الخام في السوق الدولية سيغير عائدات النفط الإيرانية بمقدار مليار دولار أمريكي.
وفي عام 2012، كانت إيران، التي تصدر نحو 1.5 مليون برميل من النفط الخام يوميا، ثاني أكبر مصدر بين منظمة البلدان المصدرة للنفط. وفي نفس العام، قدّر المسؤولون في إيران أن عائدات النفط والغاز السنوية في إيران قد تصل إلى 250 مليار دولار بحلول عام 2015. ومع ذلك، تعطّلت الصناعة بسبب الحظر الدولي من يوليو 2012 حتى يناير 2016. وتخطط إيران لاستثمار مجموعه 500 مليار دولار في قطاع النفط قبل عام 2025.

## تاريخ

### عصر الرقابة الدولية، 1901-1979

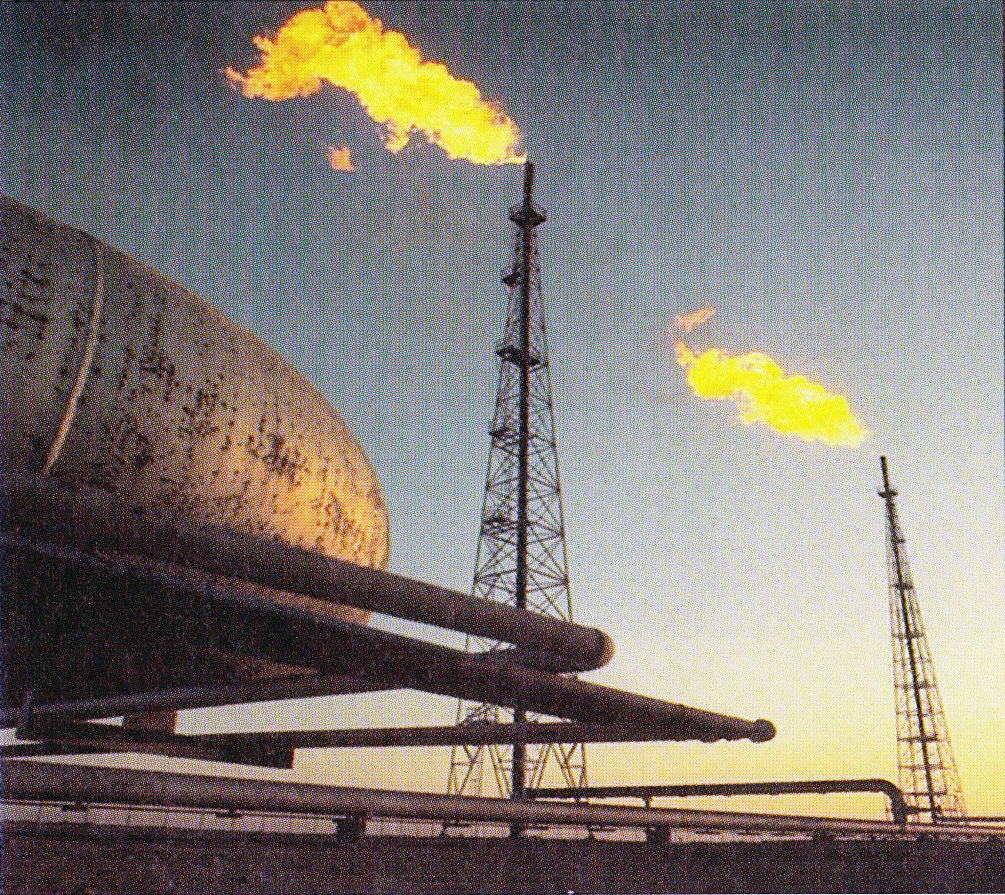
مصفاة عبادان

بدأ تاريخ صناعة النفط الإيرانية في عام 1901، عندما تلقى المضارب البريطاني وليام دارسي امتيازا من إيران لاستكشاف وتطوير موارد النفط في جنوب إيران. أدى اكتشاف النفط في عام 1908 إلى تشكيل شركة النفط الأنجلو-إيرانية(APOC) في عام 1909 من ومقرها لندن. من خلال شراء غالبية أسهم الشركة في عام 1914، اكتسبت الحكومة البريطانية السيطرة المباشرة على صناعة النفط الإيرانية، والتي لن تتخلى عن 37 عاما. وبعد عام 1935، كانت شركة النفط الأنجلو-فارسية تسمى شركة النفط الأنجلو-إيرانية (AIOC). ووقعت اتفاقية لمدة 60 عاما وقعت في عام 1933 دفعة ثابتة لإيران من أربعة جنيه استرليني لكل طن من النفط الخام المصدرة ونفى إيران حقها في السيطرة على صادرات النفط.
في عام 1950 دفع الطلب الشعبي المستمر اقتراحا إلى المجلس لتأميم صناعة النفط. وبعد ذلك بعام، شكلت حكومة رئيس الوزراء محمد مصدق الشركة الوطنية الإيرانية للنفط. أدى انقلاب 1953 بقيادة وكالات المخابرات البريطانية والأمريكية إلى إطاحة حكومة مصدق ومهّدت الطريق لاتفاق جديد للنفط. وفي عام 1954، قام اتفاق جديد بتقسيم الأرباح بالتساوي بين الشركة الوطنية الإيرانية للنفط وشركة كونسورتيوم متعددة الجنسيات حلت محل شركة النفط الأنجلو-إيرانية. في عام 1973 وقعت إيران على امتياز جديد لمدة 20 عاما مع الكونسورتيوم.
وبدءا من أواخر الخمسينيات من القرن الماضي، لم تحقق العديد من اتفاقيات النفط الدولية الإيرانية النتائج المتوقعة؛ حتى تلك الشركات النفطية التي تمكنت من استخراج النفط في مناطقها المحددة ساهمت كثيرا في إجمالي إنتاج النفط في البلاد. وبحلول الثورة الإسلامية 1978-1979، خمس أكبر الشركات العالمية التي أبرمت اتفاقات مع شركة النفط الوطنية الإيرانية، شكلت فقط 10.4٪ من إجمالي إنتاج النفط. وخلال هذه الفترة، ظلت صناعة النفط الإيرانية منفصلة عن الصناعات الأخرى، ولا سيما الصناعات التحويلية. وعزز هذا الفصل أوجه القصور في الاقتصاد الصناعي العام للبلد.
في عام 1973، في الوقت الذي كانت فيه إيران ثاني أكبر مصدر للنفط في العالم، والصراع العربي الإسرائيلي في الفترة من 6 إلى 25 أكتوبر كان يضغط على أسعار النفط، قال شاه إيران لصحيفة نيويورك تايمز:«وبالطبع فإن السعر العالمي للنفط سوف يرتفع ... بالتأكيد! وكيف ...؛ أنتم (الدول الغربية) زدتم سعر القمح الذي تبيعونه لنا بنسبة 300٪، ونفس الشيء بالنسبة للسكر والإسمنت ...؛ تشترون نفطنا الخام وتبيعونها مرة أخرى لنا، بشكل مصفی كالبتروكيماويات، في مائة مرة من السعر الذي كنتم قد دفعتم لنا ...؛ إنه عادل فقط، من الآن فصاعدا، يجب أن تدفعون أكثر للنفط. دعونا نقول عشرة أضعاف».

### عصر النفط المؤمم، 1979 - الآن

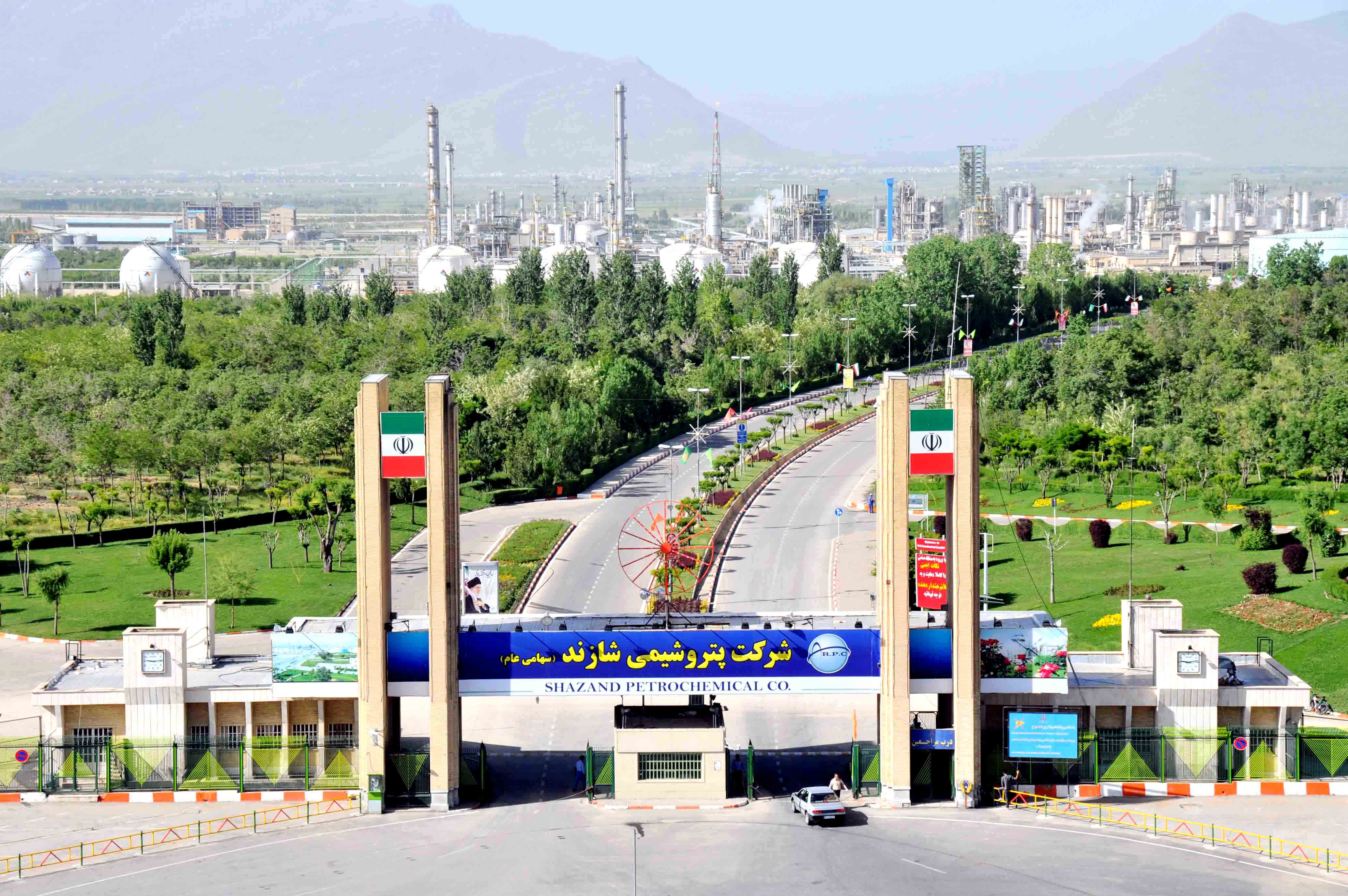
مجمع شازاند للبتروكيماويات

وبعد الثورة، تولّت الشركة الإيرانية السّيطرة على صناعة النفط الإيرانية وألغت اتفاقيات إيران النفطية الدولية. وفي عام 1980، تم تفويض الاستكشاف والإنتاج والبيع والتصدير للنفط إلى وزارة نفط الجمهورية الإسلامية الإيرانية. في البداية كانت سياسة النفط في مرحلة ما بعد الثورة الإيرانية تقوم على متطلبات العملة الأجنبية والحفاظ على الموارد الطبيعية على المدى الطويل. لكن بعد الحرب الإيرانية - العراقية، تم استبدال هذه السياسة: تعظيم الصادرات وتسريع النمو الاقتصادي. في أوائل الإدارة الأولى للرئيس محمد خاتمي (في الفترة 1997-2005)، أولت الحكومة اهتماما خاصا لتطوير صناعة النفط والغاز في البلاد. وقد عرف النفط بأنه رأس المال بين الأجيال وأساس لا غنى عنه للتنمية الاقتصادية. وهكذا، استثمرت إيران ما بين عامي 1997 و 2004 أكثر من 40 مليار دولار أمريكي في توسيع قدرات حقول النفط القائمة واكتشاف واستكشاف حقول وودائع جديدة. وتم تمويل هذه المشاريع إما في شكل استثمارات مشتركة مع شركات أجنبية أو متعاقدين محليين أو من خلال استثمارات مباشرة من قبل الشركة الوطنية الإيرانية للنفط (NIOC). ووفقا للقانون، كان الاستثمار الأجنبي في اكتشاف النفط ممكنا فقط في شكل اتفاقيات إعادة الشراء التي كانت مطولبة من قبل شركة النفط الوطنية الإيرانية لتسديد النفقات والاحتفاظ بملكية كاملة لحقل نفطي. وتولت الشركة الوطنية الإيرانية للنفط(NIOC) وشركة تسويق نيكو إدارة تسويق النفط الخام للمشترين المحتملين. وسوقت نيكو النفط الإيراني إلى أفريقيا، وسوقت الشركة الإيرانية إلى آسيا وأوروبا. ووفقا لتقديرات إهس سيرا، فإن عائدات النفط الإيرانية تزيد بمقدار الثلث إلى 100 مليار دولار في عام 2011 على الرغم من أن البلاد تخضع لفترات طويلة من العقوبات الأمريكية.

## إنتاج النفط والاحتياطيات

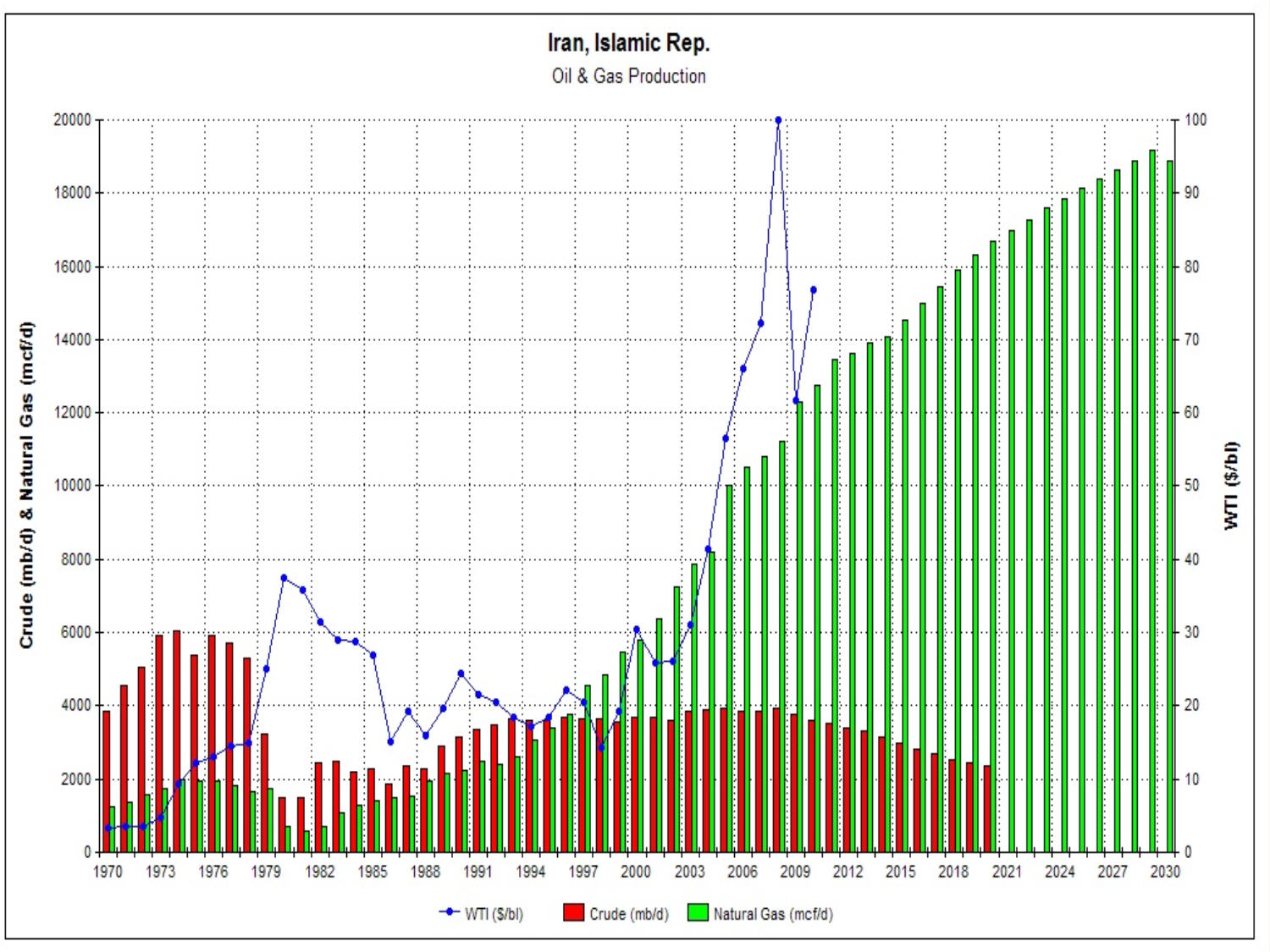
إنتاج النفط والغاز في إيران (بيانات 1970-2009، 2010-2030 المتوقعة)

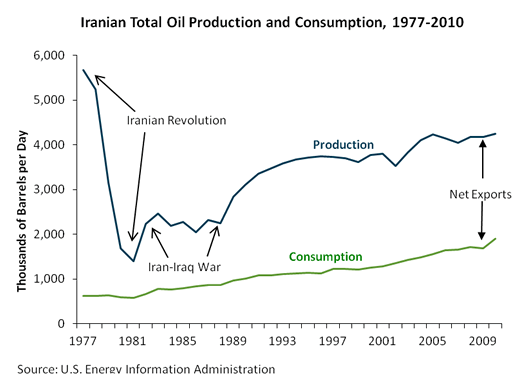
إنتاج واستهلاك البترول الإيراني (1977-2010)

ووصل إجمالي إنتاج النفط إلى مستوى ذروة قدرها 6.6 مليون برميل يوميا (1.050.000 متر مكعب / اليوم) في عام 1976. وبحلول عام 1978، أصبحت إيران ثاني أكبر منتج ومصدر للنفط الخام في أوبك، ورابع أكبر منتج في العالم. وبعد انخفاض طويل في الثمانينيات، بدأ إنتاج النفط الخام يزداد بشكل مطرد في عام 1987. في عام 2008، أنتجت إيران 3.9 مليون برميل (620,000 متر مكعب) في اليوم وصدرت 2.4 مليون برميل يوميا (380,000 متر مكعب في اليوم). باعتباره 5٪ من الإنتاج العالمي، عاد إلى مكانته السابقة كثاني أكبر منتج لأوبك. ووفقا للتقديرات، كان لدى إيران في عام 2005 القدرة على إنتاج 4.5 مليون برميل يوميا (720,000 متر مكعب يوميا). كان من المعتقد أن الطاقة الإنتاجية يمكن أن تزيد إلى 5 ملايين برميل يوميا (790,000 متر مكعب يوميا) إلی 7 ملايين برميل يوميا (1,100,000 مرت مكعب يوميا). يقدر معدل إنتاج النفط المستدام على المدى الطويل في إيران ب 3.8 مليون برميل يوميا (600000 متر مكعب يوميا). ووفقا للحكومة الإيرانية فإن إيران لديها احتياطيات كافية لإنتاج النفط خلال ال 100 عام القادمة بينما ستنفد احتياطات النفط في دول الشرق الأوسط الأخرى خلال الاعوام الستين القادمة وستفقد معظم الدول الأخرى الغنية بالنفط احتياطياتها خلال الثلاثين عاما القادمة.
في عام 2006، أبلغت إيران عن احتياطيات النفط الخام من 132.5 مليار برميل (2.107 × 1010 متر مكعب يوميا)، أي حوالي 15 في المئة من احتياطيات منظمة أوبك المؤكدة و 11.4 في المئة من الاحتياطيات العالمية المؤكدة. في حين بقي تقدير احتياطيات النفط الخام في العالم ثابتا تقريبا بين عامي 2001 و2006، في 1154 مليار برميل (1,835 × 1011 متر مكعب يوميا)، تم تعديل تقديرات احتياطي النفط الإيراني إلى أعلى بنسبة 32 في المئة عندما تم اكتشاف حقل جديد بالقرب من بوشهر. وتصل القيمة السوقية لإجمالي احتياطي إيران من النفط الخام بسعر 75 دولارا للبرميل إلى 10 تريليون دولار أمريكي.
في أوائل 2000s، كانت شركات النفط العالمية الرائدة في الصين وفرنسا والهند وإيطاليا وهولندا والنرويج وروسيا وإسبانيا والمملكة المتحدة قد أبرمت اتفاقات لتطوير حقول النفط والغاز الإيرانية. في عام 2004 وقعت الصين اتفاقا رئيسيا لشراء النفط والغاز من إيران، وكذلك لتطوير حقل النفط يادآورران في إيران. وقدرت قيمة هذا العقد بنحو 150 مليار دولار أمريكي إلى 200 مليار دولار أمريكي على مدى 25 عاما. في عام 2009، وقعت شركة البترول الوطنية الصينية(CNPC) عقدا مع شركة النفط الوطنية الإيرانية حيث استولى الأول على حصة 70٪ على الوعد بدفع 90٪ من تكاليف تطوير حقل آزاديجان الجنوبي، مع حاجة المشروع استثمار تصل إلى 2.5 مليار $. وفي وقت سابق من ذلك العام، فازت الشركة أيضا باتفاق بقيمة ملياري دولار لتطوير المرحلة الأولى من حقل آزاديجان الشمالي.
وقد تم التوقيع على اتفاق أكثر تواضعا بعد مع الهند لاستكشاف وإنتاج النفط والغاز الطبيعي في جنوب إيران. وفي عام 2006، بلغ معدل تراجع الإنتاج 8 في المائة بالنسبة لحقول النفط البرية الموجودة في إيران (التي تقدم أغلبية إنتاج النفط) و 10 في المائة للحقول البحرية القائمة. ولم يحدث في عام 2005-6 سوى القليل من الاستكشاف أو الارتقاء أو إنشاء حقول جديدة. ومع ذلك، فإن تهديد الانتقام الأمريكي أبقى طريقة الاستثمار دون المستويات المطلوبة. ولم يسمح إلا لإيران بمواصلة الحفاظ على صادراتها النفطية عند أو دون مستوى الحصص المحدد لمنظمة أوبك. واليوم، يتم إنتاج الكثير من المعدات اللازمة لصناعة النفط من قبل الشركات المصنعة المحلية في إيران. إلى جانب ذلك، فإن إيران من بين الدول القليلة التي وصلت إلى التكنولوجيا و «الدراية» للحفر في المياه العميقة.

## معرض صور

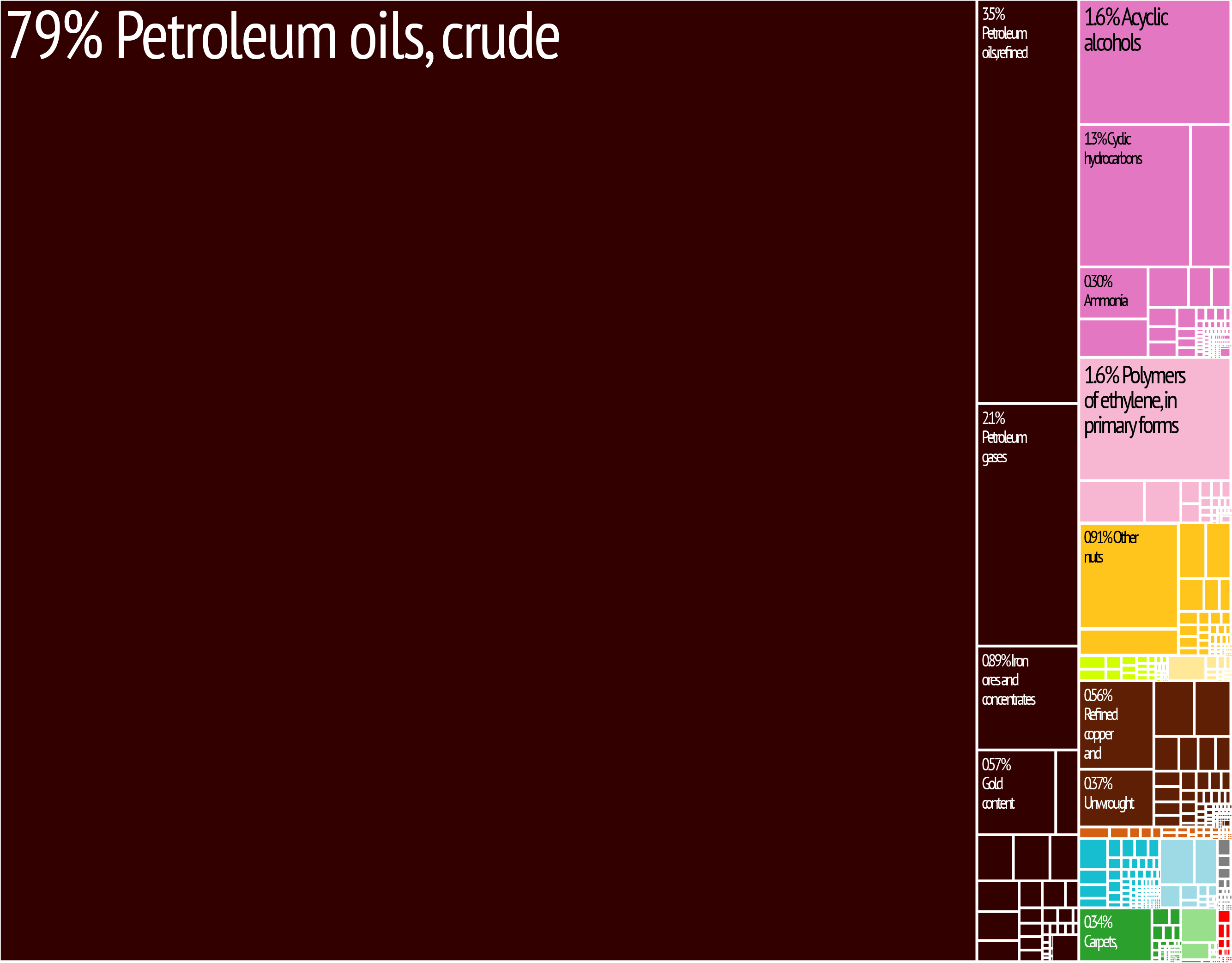
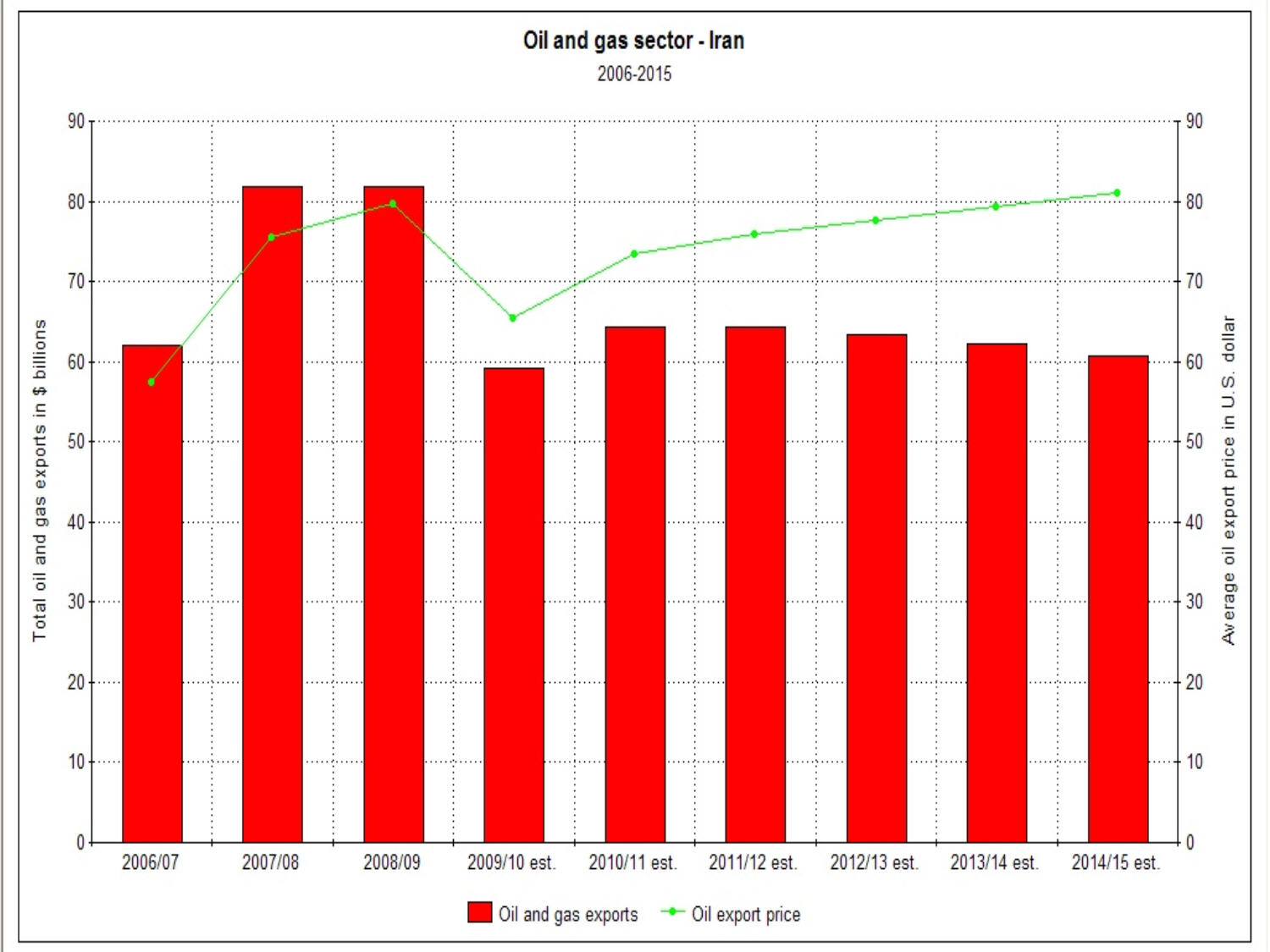
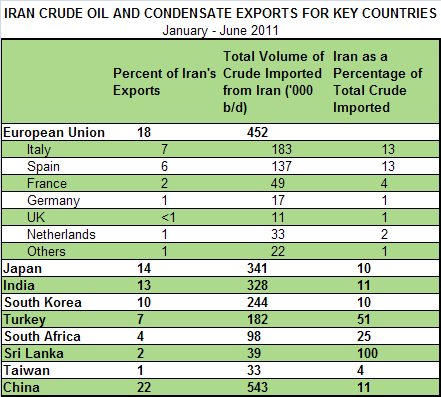
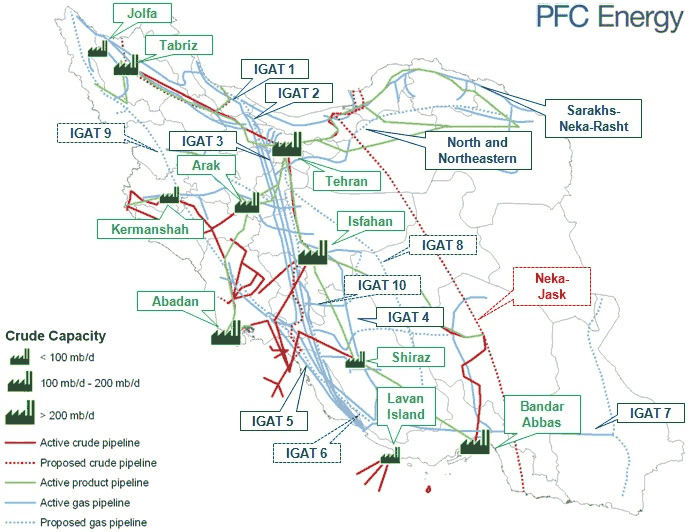